# Фэрроу, Миа
Мари́я де Лу́рдес «Миа» Ви́льерс Фэ́рроу (англ. María de Lourdes «Mia» Villiers Farrow; род. 9 февраля 1945, Лос-Анджелес, Калифорния, США) — американская актриса, общественная активистка и бывшая модель. Первоначальную известность Фэрроу принесла роль Эллисон МакКензи в телевизионной мыльной опере «Пейтон-Плейс» (1964–66), а также непродолжительный брак с Фрэнком Синатрой. Одной из её первых ролей на большом экране стала роль Розмари в фильме Романа Полански «Ребёнок Розмари» (1968), за которую она получила номинации на премии BAFTA и «Золотой глобус».
Также известна как Посол доброй воли ЮНИСЕФ. Она вовлечена в гуманитарные действия в Дарфуре, Чаде и Центральноафриканской Республике. В 2008 году журнал Time назвал её одной из наиболее влиятельных персон в мире.

## Биография
Мария де Лурдес Вильерс Фэрроу родилась 9 февраля 1945 года в Лос-Анджелесе, Калифорния в семье актрисы Морин О’Салливан и режиссёра, сценариста и продюсера Джона Фэрроу. Имеет ирландские корни по линии матери. Её крёстная мать — легендарная голливудская колумнистка Луэлла Парсонс, а крёстный отец — режиссёр Джордж Кьюкор.
В 1968 году принимала участие в «индийских каникулах The Beatles» и спровоцировала скандал, обвинив Махариши Махеш Йоги в сексуальных домогательствах.
У неё три сестры — актриса, модель Стефани Фэрроу (р. 1949), режиссёр Прюденс Фэрроу (р. 1948) и актриса Тиса Фэрроу (р. 1951) и три брата — Майкл Намьен Фэрроу (1939—1958), погиб в авиакатастрофе в 19-летнем возрасте, Патрик Джозеф Фэрроу (1942—2009) и Джон Чарльз Фэрроу (р. 1946).
Семья была религиозной.

### Карьера

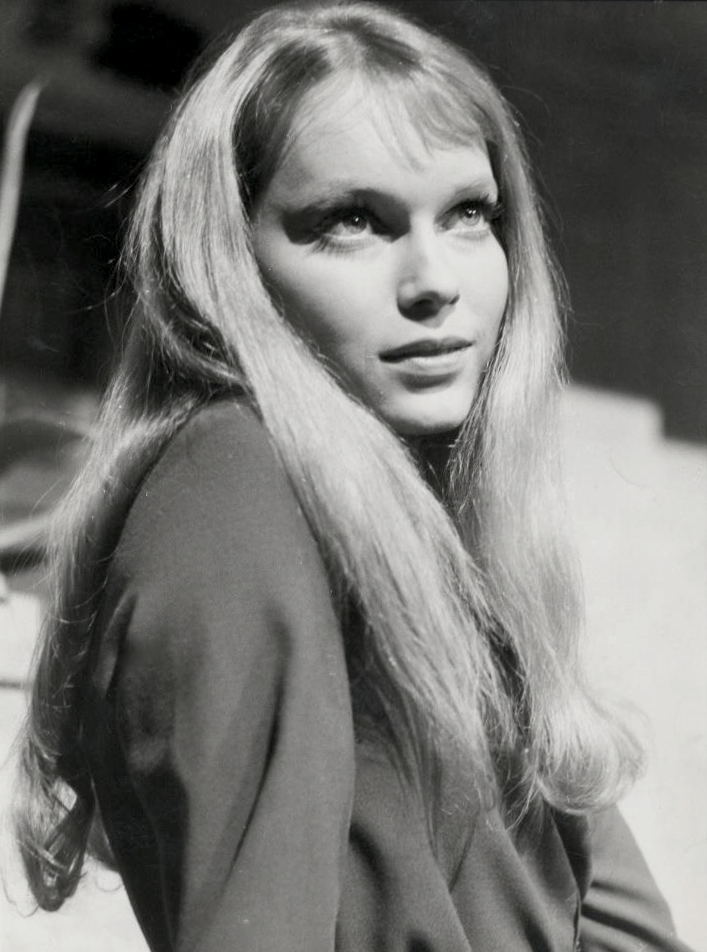
Фэрроу в 1964 году

Мария де Лурдес взяла себе псевдоним «Миа», под которым она и прожила всю свою жизнь, и начала появляться в бродвейских постановках. Её типаж — худоба, подростковая угловатость, огромные сияющие глаза — оказался идеален для моды 60-х.
Фэрроу получила известность по роли в мыльной опере «Пейтон-Плейс» (1964—1966). Широкая известность пришла к актрисе в 1968 году когда вышел первый значительный фильм с её участием «Ребёнок Розмари» режиссёра Романа Полански, мистическая история о рождении сына дьявола. Фэрроу начала активно сниматься в кино: «Джон и Мэри» (1970), «Великий Гэтсби» (1974), «Свадьба» и «Смерть на Ниле» (1978), «Ураган» (1979), параллельно работая в Королевской шекспировской компании, выступая в пьесах Чехова, Горького, Шекспира.
В 1982 Фэрроу встречается с Вуди Алленом на съёмках «Эротической комедии в летнюю ночь». В её лице режиссёр обрел новую творческую музу, вдохновившую его на фильмы «Ханна и её сестры» (1986), «Сентябрь» (1987), «Другая женщина» (1988), «Преступления и проступки» (1989), «Элис» (1990), «Мужья и жены» (1992). Но высшим достижением их творческого дуэта стали грандиозная киномистификация «Зелиг» (1983) и пародия на кино 30-х годов «Пурпурная роза Каира» (1986). Этот союз прервался в 1992 году после того, как Фэрроу узнала о любовной связи Аллена с её приемной дочерью.
Вместе с Вуди Алленом Фэрроу сделала в общей сложности 13 фильмов.
В 2000-х Фэрроу редко появлялась на большом экране. Однако, в 2006 году её можно было увидеть в успешном ремейке знаменитого мистического фильма ужасов «Омен». Кроме того, в конце 2006 года вышла сказка Люка Бессона «Артур и минипуты», где Миа Фэрроу также играет одну из главных ролей.

## Личная жизнь

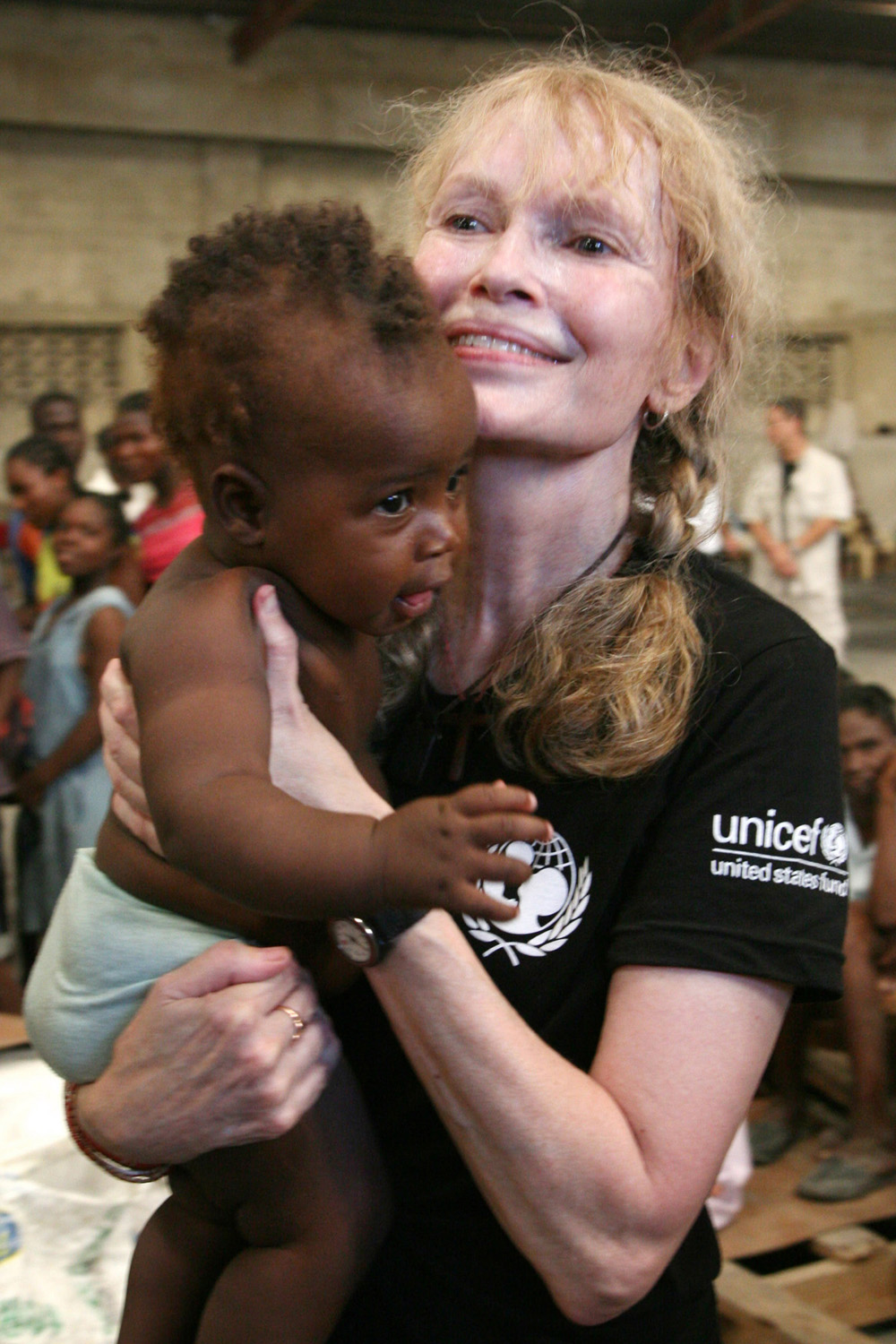
Фэрроу в Африке, 2008 год

Первую славу ей принес не актёрский талант, а свадьба с Фрэнком Синатрой.
Мии был 21 год (1966 год), когда она вышла за пятидесятилетнего певца, кумира тысяч американок Фрэнка Синатру. Их брак распался в 1968 году.

Спустя сорок лет она будет вспоминать: «Без сомнения, он самый привлекательный мужчина, которого я только знала. Ни одна женщина не могла устоять перед ним, перед любовью, которой лучились его голубые глаза».
В 1970 году 25-летняя Миа выходит замуж за 41-летнего музыканта дирижёра Андре Превина, родившегося в Германии в семье еврейских эмигрантов из России. В этом браке она родила трёх сыновей — Мэтью, Сашу и Флетчера. Кроме того, Миа и Андре удочерили трёх девочек — вьетнамок Ларк Сонг и Саммер Сонг и кореянку Сун-И. В 1979 г. этот брак закончился разводом, после которого все родные и приёмные дети остались у Мии.
В 1979 году на съёмках фильма «Ураган» возник бурный любовный роман между Мией и шведским кинооператором Свеном Нюквистом. Миа рассталась с Превином и вместе с шестью детьми вернулась в Америку.
В 1980 году она стала встречаться с Вуди Алленом, от которого в 1987 г. родила сына Сатчела (позднее поменявшего имя на Ронана). Ронан Фэрроу (род. 1987), единственный общий сын Вуди Аллена и Мии Фэрроу, попал в список самых успешных людей в возрасте до 30 лет, составленный журналом Forbes. В администрации Барака Обамы Ронан занимал пост специального советника по делам молодежи при главе госдепартамента США Хиллари Клинтон. В ноябре 2011 года он удостоился одной из самых престижных стипендий в мире — стипендии Родса, выдаваемой университетом Оксфорда. В октябре 2013 года Миа Фэрроу заявила в интервью журналу Vanity Fair, что Ронан может быть сыном Фрэнка Синатры, с которым она продолжала встречаться после развода.
Кроме того, Миа и Вуди усыновили корейского мальчика Мозеса и девочку Дилан. В 1992 г. отношения Фэрроу с Алленом закончились скандалом, после того как она обнаружила сделанные им фотографии своей приёмной дочери Сун-И в обнажённом виде и откровенных позах. Кроме того, она обвинила Аллена в изнасиловании их приёмной несовершеннолетней дочери Дилан, но прокурор не стал возбуждать дело, хотя позже, уйдя в отставку, заявлял, что Вуди Аллена следовало отправить в тюрьму. В 1997 г. Вуди Аллен вступил в официальный брак с Сун-И. Фэрроу в нескольких интервью называла происшедшее «трагедией», но добавляла, что «возможно, для Сун-и как корейской девочки это не является причиной быть осуждаемой».
После разрыва с Алленом Миа Фэрроу самостоятельно усыновила трёх мальчиков — Исайю (имеет африканское происхождение), Таддеуса (индиец) и Гэбриела и удочерила трёх девочек — Тэм, Кели-Ши и Фрэнки-Мин (вьетнамка).
В 1997 году актриса написала мемуары «Что облетело», вышедшие в издательстве `Random House`.
Личная жизнь Миа стала темой документального мини-сериала «Аллен против Фэрроу» (2021).

## Фильмография
| Год       |     | Русское название                           | Оригинальное название                                                               | Роль                         |
| --------- | --- | ------------------------------------------ | ----------------------------------------------------------------------------------- | ---------------------------- |
| 1959      | ф   | Джон Пол Джонс                             | John Paul Jones                                                                     | Эпизод                       |
| 1964      | ф   | Пушки при Батаси                           | Guns at Batasi                                                                      | Карен Эриксон                |
| 1964—1965 | с   | Пейтон-Плейс                               | Peyton Place                                                                        | Элисон Маккинзи              |
| 1967      | ф   | Джонни Белинда                             | Johnny Belinda                                                                      | Белинда Мак-Дональд          |
| 1968      | ф   | Денди в гадючнике                          | A Dandy in Aspic                                                                    | Кэролайн                     |
| 1968      | ф   | Ребёнок Розмари                            | Rosemary’s Baby                                                                     | Розмари Вудхауз              |
| 1968      | ф   | Тайная церемония                           | Secret Ceremony                                                                     | Ченчи                        |
| 1969      | ф   | Джон и Мэри                                | John and Mary                                                                       | Мэри                         |
| 1971      | ф   | Не вижу зла / Слепой террор / Слепой ужас  | See No Evil / Blind Terror                                                          | Сара                         |
| 1971      | ф   | Прощай, Раджеди Энн                        | Goodbye, Raggedy Ann                                                                | Брук                         |
| 1971      | ф   | Доктор Пополь / Высокие каблучки           | Docteur Popaul / Dr. Popaul / High Heels / Play Now, Pay Later / Scoundrel in White | Кристин Дюпон                |
| 1972      | ф   | По пятам / Следуй за мной!                 | Follow Me! / The Public Eye                                                         | Белинда                      |
| 1974      | ф   | Великий Гэтсби                             | The Great Gatsby                                                                    | Дэйзи Бьюкенен               |
| 1976      | ф   | Питер Пэн                                  | Peter Pan                                                                           | Питер Пэн                    |
| 1977      | ф   | Замкнутый круг                             | Full Circle                                                                         | Джулия Лофтинг               |
| 1978      | ф   | Свадьба                                    | A Wedding                                                                           | Элизабет                     |
| 1978      | ф   | Лавина                                     | Avalanche                                                                           | Кэролайн Брейс               |
| 1978      | ф   | Смерть на Ниле / Роковое путешествие       | Death on the Nile                                                                   | Жаклин де Бельфор            |
| 1979      | ф   | Ураган                                     | Hurricane                                                                           | Шарлота Брукнер              |
| 1982      | ф   | Сара                                       | Sarah / The Seventh Match                                                           | Рассказчик                   |
| 1982      | ф   | Комедия секса в летнюю ночь                | A Midsummer Night’s Sex Comedy                                                      | Ариэль                       |
| 1982      | мф  | Последний единорог                         | The Last Unicorn                                                                    | Единорог, Амальфи            |
| 1983      | ф   | Зелиг                                      | Zelig                                                                               | Доктор Эйдора Несбит Флетчер |
| 1984      | ф   | Бродвей Дэнни Роуз                         | Broadway Danny Rose                                                                 | Тина Витале                  |
| 1984      | ф   | Супердевушка                               | Supergirl                                                                           | Алюра                        |
| 1985      | ф   | Пурпурная роза Каира                       | The Purple Rose of Cairo                                                            | Чечилия                      |
| 1986      | ф   | Ханна и её сестры                          | Hannah and Her Sisters                                                              | Ханна                        |
| 1987      | ф   | Дни радио                                  | Radio Days                                                                          | Салли Уайт                   |
| 1987      | ф   | Сентябрь                                   | September                                                                           | Лэйн                         |
| 1988      | ф   | Другая женщина                             | Another Woman                                                                       | Хоуп                         |
| 1989      | ф   | Нью-йоркские истории, новелла «Новый Эдип» | New York Stories: Oedipus Wreks                                                     | Лайза                        |
| 1989      | ф   | Преступления и проступки                   | Crimes and Misdemeanors                                                             | Холи Рид                     |
| 1990      | ф   | Элис                                       | Alice                                                                               | Эллис Тейт                   |
| 1990—1991 | мс  | Давным-давно, в далёкой стране             | Long Ago and Far Away                                                               | Рассказчик                   |
| 1992      | ф   | Тени и туман                               | Shadows and Fog                                                                     | Ирми                         |
| 1992      | ф   | Мужья и жёны                               | Husbands and Wives                                                                  | Джуди Рот                    |
| 1994      | ф   | Вдовья гора                                | Widows' Peak                                                                        | Мисс Кэтрин О’Хара / Клэнси  |
| 1995      | ф   | Рапсодия Майами                            | Miami Rhapsody                                                                      | Нина Маркус                  |
| 1995      | ф   | Безрассудная                               | Reckless                                                                            | Рэйчел                       |
| 1996      | ф   | Анджела Муни                               | Angela Mooney                                                                       | Анджела Муни                 |
| 1997      | мф  | Всадник без головы                         | Redux Riding Hood                                                                   | Дорис, миссис Вульф          |
| 1998      | ф   | Чудо в полночь                             | Miracle at Midnight                                                                 | Дорис Костер                 |
| 1999      | ф   | Скорое возвращение / Скоро                 | Coming Soon                                                                         | Джуди Ходсэл                 |
| 1999      | ф   | Не забывай меня                            | Forget Me Never                                                                     | Дайан Макгоуин               |
| 1999—2005 | с   | Третья смена                               | Third Watch                                                                         | Мона Митчелл                 |
| 2001      | ф   | Девочки в большом городе / Женское дело    | A Girl Thing                                                                        | Бетти Маккартни              |
| 2002      | ф   | Цель                                       | Purpose                                                                             | Анна Симонс                  |
| 2002      | ф   | Секретная жизнь Зои                        | The Secret Life of Zoey                                                             | Марсия Картер                |
| 2004      | ф   | Саманта: Каникулы американской девочки     | Samantha: An American Girl Holiday                                                  | Грандмэри Эдвардс            |
| 2006      | ф   | Экс-любовник / Бывший                      | The Ex / Fast Track                                                                 | Амелия Ковальски             |
| 2006      | ф   | Артур и Минипуты                           | Arthur et les Minimoys / Arthur and the Invisibles / Arthur and the Minimoys        | бабушка Артура               |
| 2006      | ф   | Омен                                       | The Omen                                                                            | миссис Бэйлок                |
| 2008      | ф   | Перемотка                                  | Be Kind Rewind                                                                      | мисс Фалевич                 |
| 2008      | док | Роман Полански: разыскиваемый и желанный   | Roman Polanski: Wanted and Desired                                                  |                              |
| 2009      | ф   | Артур и месть Урдалака                     | Arthur et la vengeance de Maltazard / Arthur and the Revenge of Maltazard           | Бабушка Артура               |
| 2010      | ф   | Артур и война двух миров                   | Arthur et la guerre des deux mondes / Arthur and the Two Worlds War                 | Бабушка Артура               |

## Награды и номинации
| Награды и номинации                 | Награды и номинации | Награды и номинации                             | Награды и номинации                          | Награды и номинации |
| Награда                             | Год                 | Категория                                       | Работа                                       | Результат           |
| ----------------------------------- | ------------------- | ----------------------------------------------- | -------------------------------------------- | ------------------- |
| «Золотой глобус»                    | 1965                | Лучший дебют актрисы                            | Пушки при Батаси                             | Награда             |
| «Золотой глобус»                    | 1966                | Лучшая актриса на ТВ                            | Пейтон-Плейс                                 | Номинация           |
| «Золотой глобус»                    | 1969                | Лучшая женская роль (драма)                     | Ребёнок Розмари                              | Номинация           |
| «Золотой глобус»                    | 1970                | Лучшая женская роль (комедия или мюзикл)        | Джон и Мэри                                  | Номинация           |
| «Золотой глобус»                    | 1970                | Премия Генриетты                                | н/д                                          | Номинация           |
| «Золотой глобус»                    | 1985                | Лучшая актриса в комедии или мюзикле            | Бродвей Денни Роуз                           | Номинация           |
| «Золотой глобус»                    | 1986                | Лучшая женская роль в комедии или мюзикле       | Пурпурная роза Каира                         | Номинация           |
| «Золотой глобус»                    | 1990                | Лучшая женская роль в комедии или мюзикле       | Алиса                                        | Номинация           |
| «Золотой глобус»                    | 2000                | Лучшая женская роль (мини-сериал или телефильм) | Не забывай меня                              | Номинация           |
| BAFTA                               | 1970                | Лучшая женская роль                             | Джон и Мэри Ребёнок Розмари Тайная церемония | Номинация           |
| BAFTA                               | 1986                | Лучшая женская роль                             | Пурпурная роза Каира                         | Номинация           |
| BAFTA                               | 1987                | Лучшая женская роль                             | Ханна и её сёстры                            | Номинация           |
| Сатурн                              | 1986                | Лучшая женская роль                             | Пурпурная роза Каира                         | Номинация           |
| Давид ди Донателло                  | 1969                | Лучшая иностранная актриса                      | Ребёнок Розмари                              | Награда             |
| Давид ди Донателло                  | 1985                | Лучшая иностранная актриса                      | Бродвей Денни Роуз                           | Номинация           |
| Давид ди Донателло                  | 1990                | Лучшая иностранная актриса                      | Преступления и проступки                     | Номинация           |
| Давид ди Донателло                  | 1991                | Лучшая иностранная актриса                      | Алиса                                        | Номинация           |
| Национальный совет кинокритиков США | 1990                | Лучшая женская роль                             | Алиса                                        | Награда             |
| Спутник                             | 1999                | Лучшая женская роль — мини-сериал или телефильм | Полночное чудо                               | Номинация           |